# Davide Bresadola
Davide Bresadola (Cles, 10 september 1988) is een Italiaans schansspringer en voormalige noordse combinatie-skiër. Hij nam deel aan de Olympische Winterspelen 2006 in Turijn, de Olympische Winterspelen 2014 in Sotsji en de Olympische Winterspelen 2018 in Pyeongchang.

## Carrière
Bresadola maakte zijn wereldbekerdebuut in de noordse combinatie op 14 januari 2006 in Val di Fiemme. Hij stond nooit op het podium van een wereldbekerwedstrijd in de noordse combinatie. Bresadola nam deel aan de Olympische Winterspelen 2006 waar hij 44e eindigde in het sprintnummer van de noordse combinatie. In de teamwedstrijd in het schansspringen op de grote schans eindigde hij met het Italiaanse team 11e. Vanaf het seizoen 2010/2011 nam Bresadola nog alleen deel aan wedstrijden in het schansspringen.
Op 30 januari 2011 maakte hij zijn debuut in de wereldbeker schansspringen. Op de wereldkampioenschappen skivliegen 2012 in Vikersund eindigde hij als 33e in de individuele wedstrijd. Ook in het schansspringen stond hij nooit op het podium van een wereldbekerwedstrijd.
Op de Olympische Winterspelen 2014 werd Bresadola gediskwalificeerd in de finale van het schansspringen op de normale schans en eindigde hij 51e op de grote schans.

## Belangrijkste resultaten noordse combinatie

### Olympische Spelen
| Jaar | Plaats | Resultaten |
| ---- | ------ | ---------- |
| 2006 | Turijn | 44e Sprint |

| Jaar | Plaats  | Resultaten                         |
| ---- | ------- | ---------------------------------- |
| 2009 | Liberec | 7e team 32e Gundersen grote schans |

### Wereldbeker
| Seizoen   | Plaats |
| --------- | ------ |
| 2005/2006 | 74e    |
| 2006/2007 | 87e    |
| 2007/2008 | 46e    |

## Belangrijkste resultaten schansspringen

### Olympische Winterspelen
| Jaar | Plaats      | Resultaten                                              |
| ---- | ----------- | ------------------------------------------------------- |
| 2006 | Turijn      | 11e Teamwedstrijd grote schans                          |
| 2014 | Sotsji      | DSQ normale schans 51e grote schans                     |
| 2018 | Pyeongchang | 35e normale schans 47e grote schans 11e landenwedstrijd |

### Wereldkampioenschappen schansspringen
| Jaar | Plaats        | Resultaten                                                                                             |
| ---- | ------------- | --- |
| 2011 | Oslo          | 36e grote schans 11e landenwedstrijd normale schans                                                    |
| 2013 | Val di Fiemme | 44e normale schans 8e landenwedstrijd grote schans                                                     |
| 2015 | Falun         | 37e normale schans 36e grote schans 9e landenwedstrijd normale schans 12e landenwedstrijd grote schans |
| 2017 | Lahti         | 27e normale schans 48e grote schans 7e landenwedstrijd normale schans                                  |

### Wereldkampioenschappen skivliegen
| Jaar | Plaats    | Resultaten                |
| ---- | --------- | ------------------------- |
| 2014 | Harrachov | 40e individuele wedstrijd |

### Wereldbeker
Eindklasseringen
| Seizoen   | Algm | SV  | 4S  | RAW |
| --------- | ---- | --- | --- | --- |
| 2010/2011 | 71e  | 55e | –   |     |
| 2011/2012 | -    | -   | 64e |     |
| 2012/2013 | 76e  | 53e | 58e |     |
| 2013/2014 | 62e  | -   | -   |     |
| 2014/2015 | 52e  | 46e | 55e |     |
| 2016/2017 | 60e  | -   | -   | 43e |
| 2017/2018 | -    | -   | -   | 58e |

### Grand-Prix
Eindklasseringen
| Jaar | Plaats |
| ---- | ------ |
| 2011 | 75e    |
| 2013 | 53e    |
| 2014 | 27e    |
| 2015 | 62e    |
| 2017 | 22e    |